# 張廷臣
張廷臣（1528年—？），字伯鄰，廣東廣州府番禺縣人，民籍，明朝政治人物。

## 生平
嘉靖二十五年（1546年）丙午科廣東鄉試第十三名舉人，四十一年（1562年）中式壬戌科會試第十七名，二甲第五名進士。歷官楚雄府知府、台州府知府，隆慶六年（1572年）七月任長蘆鹽運使。

## 家族
曾祖張瓚；祖父張祐；父張宰，南京刑部郎中。嫡母吳氏；生母冼氏。永感下。兄張大本，弟張廷士。